# Ruviano
Ruviano (fino al 1863 Raiano) è un comune italiano di 1 622 abitanti della provincia di Caserta in Campania.
Di Ruviano fa parte la frazione di Alvignanello.

## Geografia fisica
La sua superficie è di 24 km².
Sita al limite orientale della provincia, nella grande ansa del Volturno, Ruviano è posta a un'altitudine di circa 100 metri sul livello del mare ed è caratterizzata da un'orografia basso collinare in cui verdeggiano colture di viti e ulivi. Confina con le seguenti municipalità: Alvignano, Amorosi, Caiazzo, Castel Campagnano, Faicchio, Gioia Sannitica, Puglianello.
Nel comune va compresa Alvignanello, unica frazione riconosciuta, sita sulle falde orientali del territorio comunale. Esiste però un ulteriore agglomerato, San Domenico, che presenta le caratteristiche di polo aggregante della popolazione rurale dei dintorni e che quindi, di fatto, può considerarsi un'altra frazione.

## Storia
Il suo nome antico era Rajano il cui significato è stato interpretato in ara Jani, ossia un centro di culto campestre dedicato al dio italico Giano.
La storia di Ruviano è legata al suo antichissimo castello.
Nella metà del XIII secolo era feudo, assieme ad Alvignanello, del barone Andrea di Presenzano.
Nel 1243 il Castello e la Baronia di Raiano furono date dall'Imperatore al Giudice Pietro Ursone di Telese.
Nel 1302 Carlo II d'Angiò ne fece dono a Diego della Ratta, venuto a Napoli come gentiluomo di Violante d'Aragona, moglie del figlio di Carlo II d'Angiò.
Nel 1322 Baronia e Castello sono in possesso del Signor Giacomo Vulcano. Successivamente la baronia fu concessa al nobile capuano Paolo di Raimo.
Agli inizi del XV secolo Raiano apparteneva alla famiglia dei conti di Celano, perché nel 1407 ne troviamo feudatario Nicola di Celano, conte di Celano e maestro di giustizia del Regno di Sicilia.
Nel 1428 da Odoardo Colonna promesso sposo di Jacovella da Celano, viene ceduta agli eredi di Antonio di Sangro conte di Agnone.
Dal 1463 Raiano passò alla famiglia Monforte. Questa famiglia è ricordata per aver fatto edificare l'eremo di Santa Maria degli Angeli sulle colline di Alvignanello.
Nel 1528, poiché Federico Monforte osò ribellarsi a Carlo V, il marchese di Pescara, Francesco D'Avalos, inviò contro di lui Maramaldo. Federico fu sconfitto e intorno all'anno 1533 gli furono confiscati i feudi per fellonia. Qualche anno più tardi don Antonio D'Iscara riceveva Raiano dall'Imperatore Carlo V in remunerazione dei suoi servizi.
Nel 1578 la famiglia D'Iscara vendette Raiano a donna Alligra De Tassis. Quest'ultima risulta signora di Raiano nel 1584, anno in cui fece anche costruire un mulino vicino al Castello di Raiano e lo possedeva ancora nel 1590.
Nel 1596 Matteo De Capua, principe di Conca e signore di Caiazzo, comprò Raiano da Donna Alligra. Dai documenti noti risulta che nel 1602 la famiglia De Capua era ancora in possesso di Raiano. In seguito la baronia passò ai Carafa, marchesi di Corato.
Don Giovanni Vincenzo Carafa, vendette questo castello al Dottor Orazio Santantonio di Napoli, che il 29 ottobre 1613 ne prese possesso mediante il suo procuratore, Dottor Luisi Mazziotta.
Il 25 ottobre 1616 Orazio nominò procuratore Cesare Mazziotta di Caiazzo per il giuramento di fedeltà in mano di Sigismondo Mirto di Caiazzo, Commissario generale per il detto castello di Raiano.
Nel 1628 gli successe il figlio Francesco, alla morte del quale il castello di Raiano fu venduto ad estinto di Candella per diecimila ducati, al fiorentino Giovanni Battista Segni che ne prese possesso il 28 agosto 1634.
Il 23 gennaio 1636 Giovan Battista Segni vendette il castello di Raiano a monsignor Filippo De Sio, vescovo di Caiazzo che asserì di comprarlo in nome di suo fratello Ferrante Giovanni per 11.200 ducati.
Il 21 ottobre monsignor De Sio fu trasferito alla sede di Boiano. Il 24 gennaio 1636 Marc'Antonio De Sio, nipote del vescovo, prese possesso di Raiano in nome di suo cugino Onofrio De Sio, giacché Giovanni Ferrante in quanto vecchio, non volle accettarlo. Nello stesso anno Cesare Mazziotta di Caiazzo comprò Raiano dal detto Onofrio.
Cesare, l'11 aprile 1640, vendette la baronia di Raiano, per 9000 ducati ai procuratori del marchese di Caiazzo Antonio Corsi. Il 25 agosto 1640 il signor Francesco Salvini prese possesso del castello in nome di detto Marchese.
Il 2 marzo 1836 i discendenti del Marchese Corsi vendettero il feudo di Caiazzo al signor Giuseppe Andrea de Angelis.
Il 14 dicembre 1862, con il Regio Decreto n.1078, il comune assunse il nome attuale, probabilmente per evitare confusione con l'omonimo comune in Abruzzo.
Dal 1927 al 1945 appartenne alla provincia di Benevento, a seguito della temporanea soppressione della provincia di Caserta in epoca fascista.

## Monumenti e luoghi d'interesse
La storia di Ruviano è raccontata dal suo antichissimo castello possedimento dei Normanni, degli Svevi e dei D'Angiò posizionato in cima ad una collinetta da cui domina e sovrasta tutta la comunità con la maestosa Torre dell'orologio.
Altri preziosi monumenti sono le strutture religiose del paese:
- Chiesa di San Leone Magno, costruita nel centro storico di Ruviano con materiale di spolio di epoca romana.
- Chiesa di Sant'Andrea, sita nella frazione Alvignanello.
- Eremo di Santa Maria degli Angeli, sulle colline di Alvignanello.
- Cappella di San Domenico.

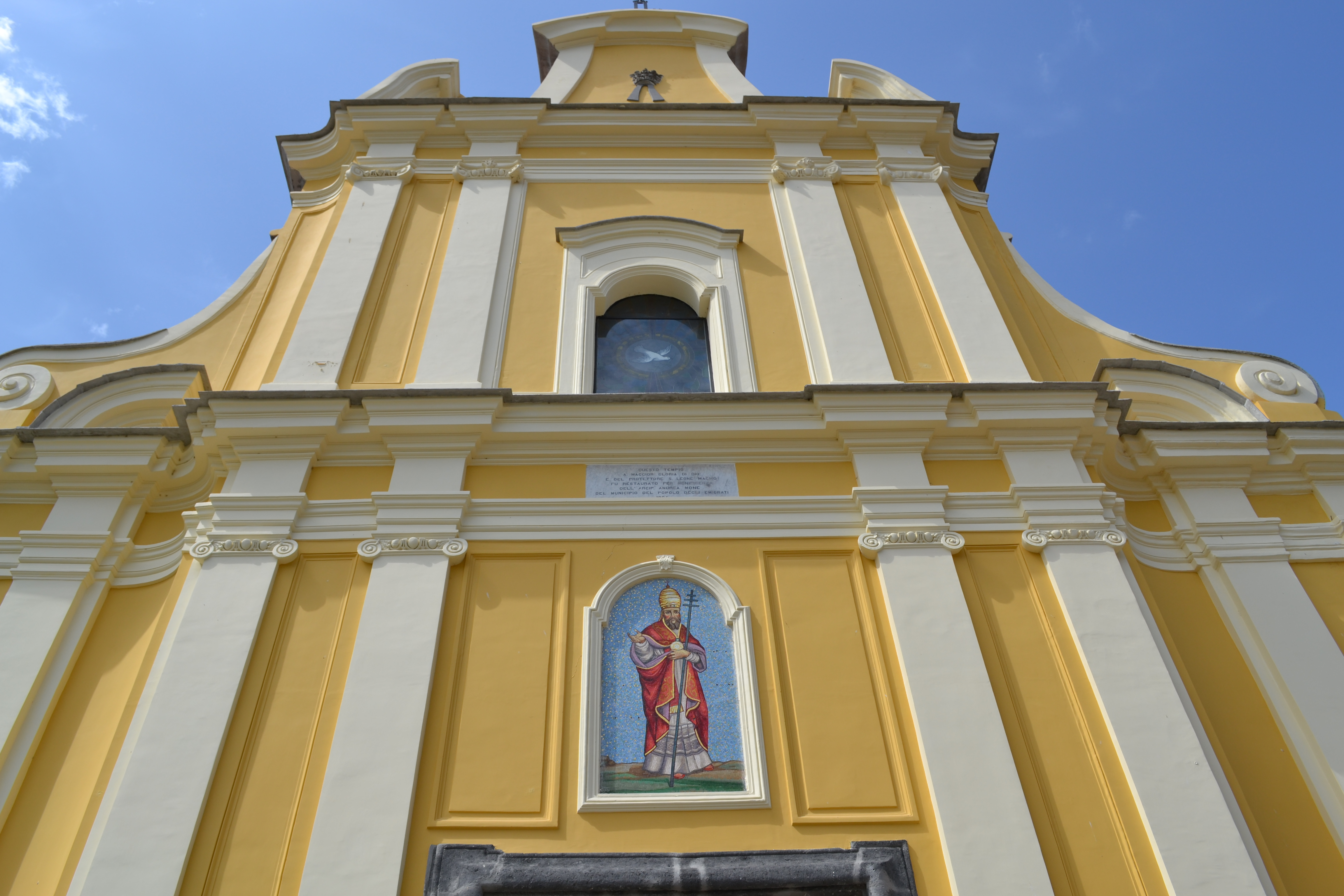
Chiesa di San Leone Magno
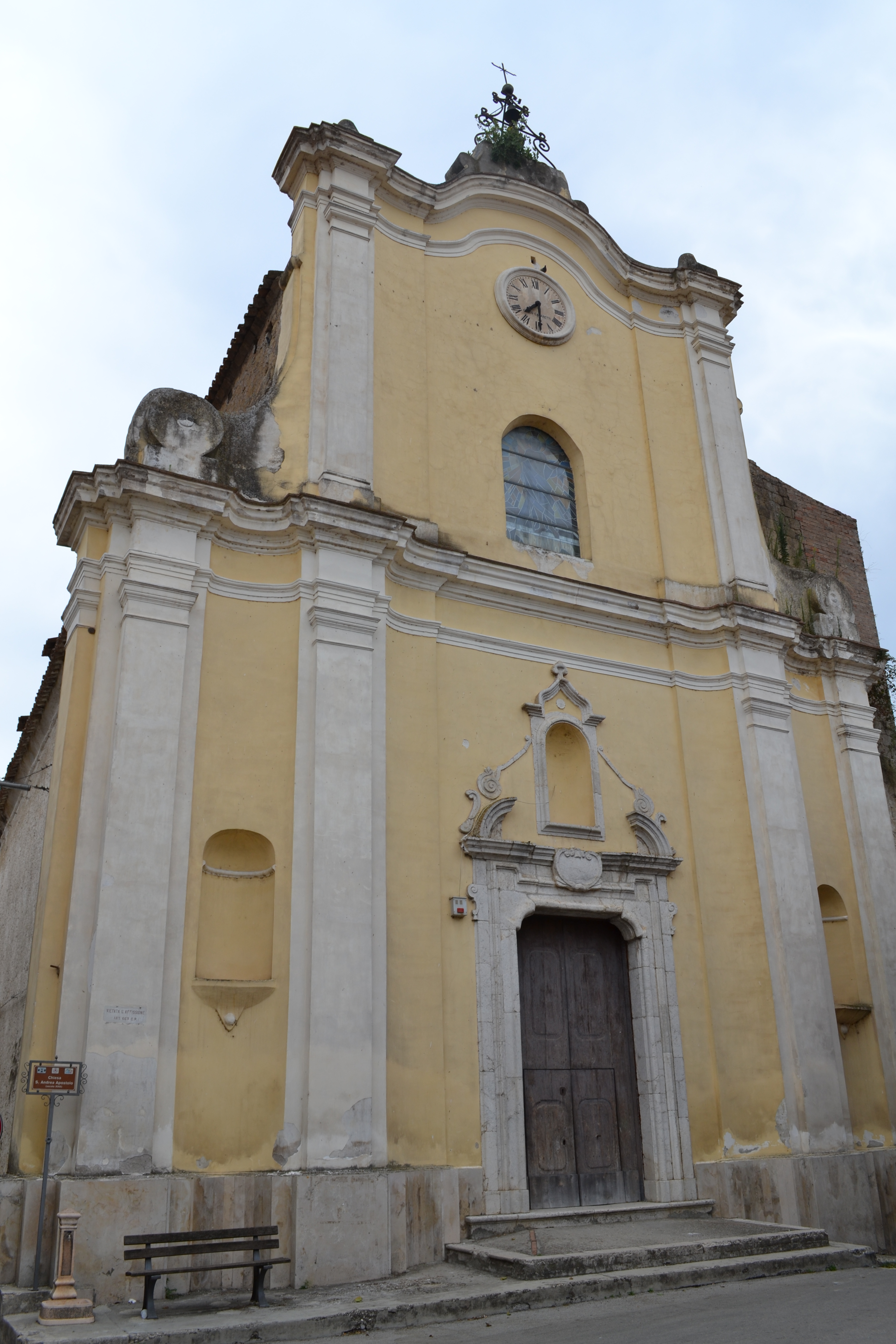
Chiesa di Sant'Andrea Apostolo
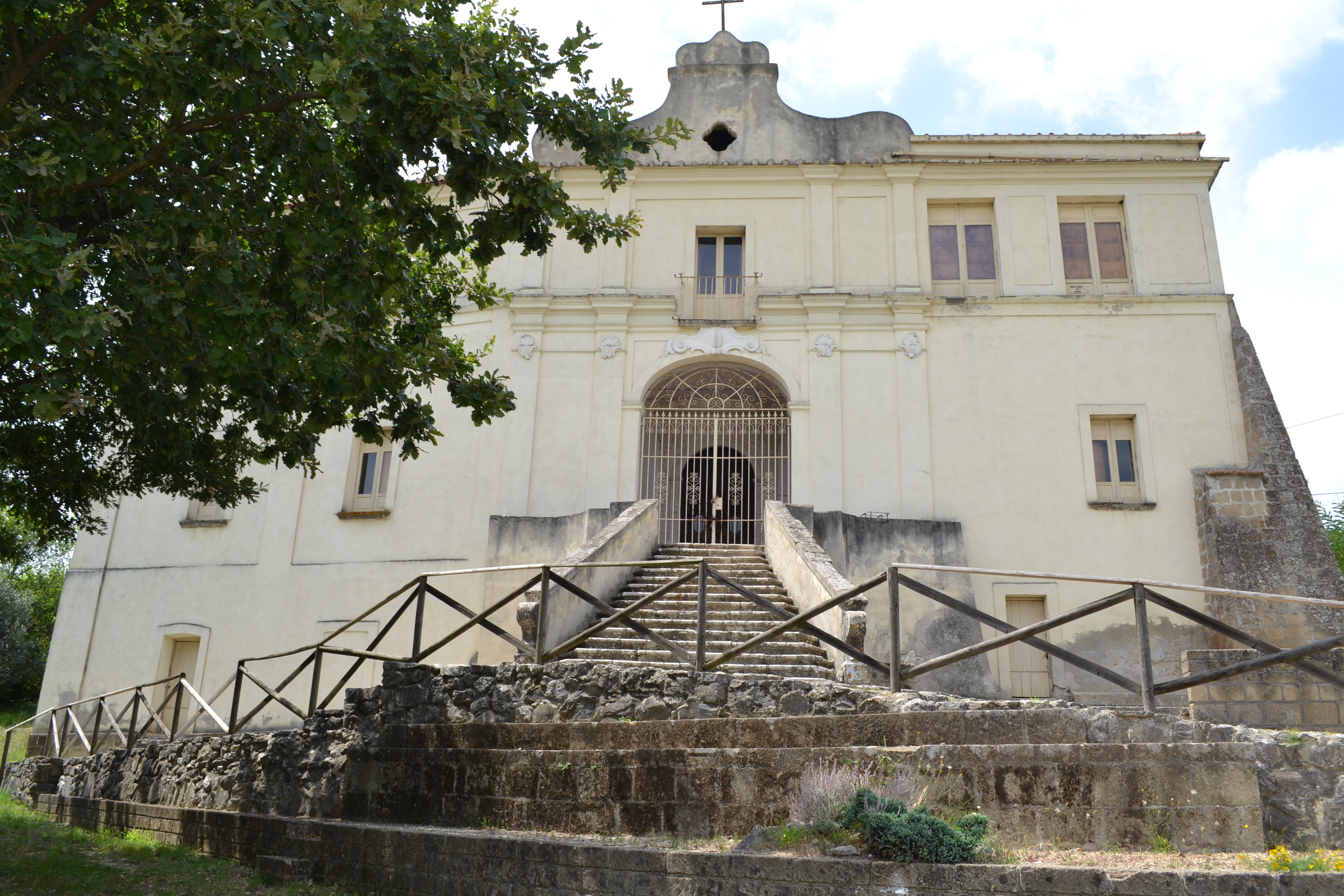
Eremo di Santa Maria degli Angeli
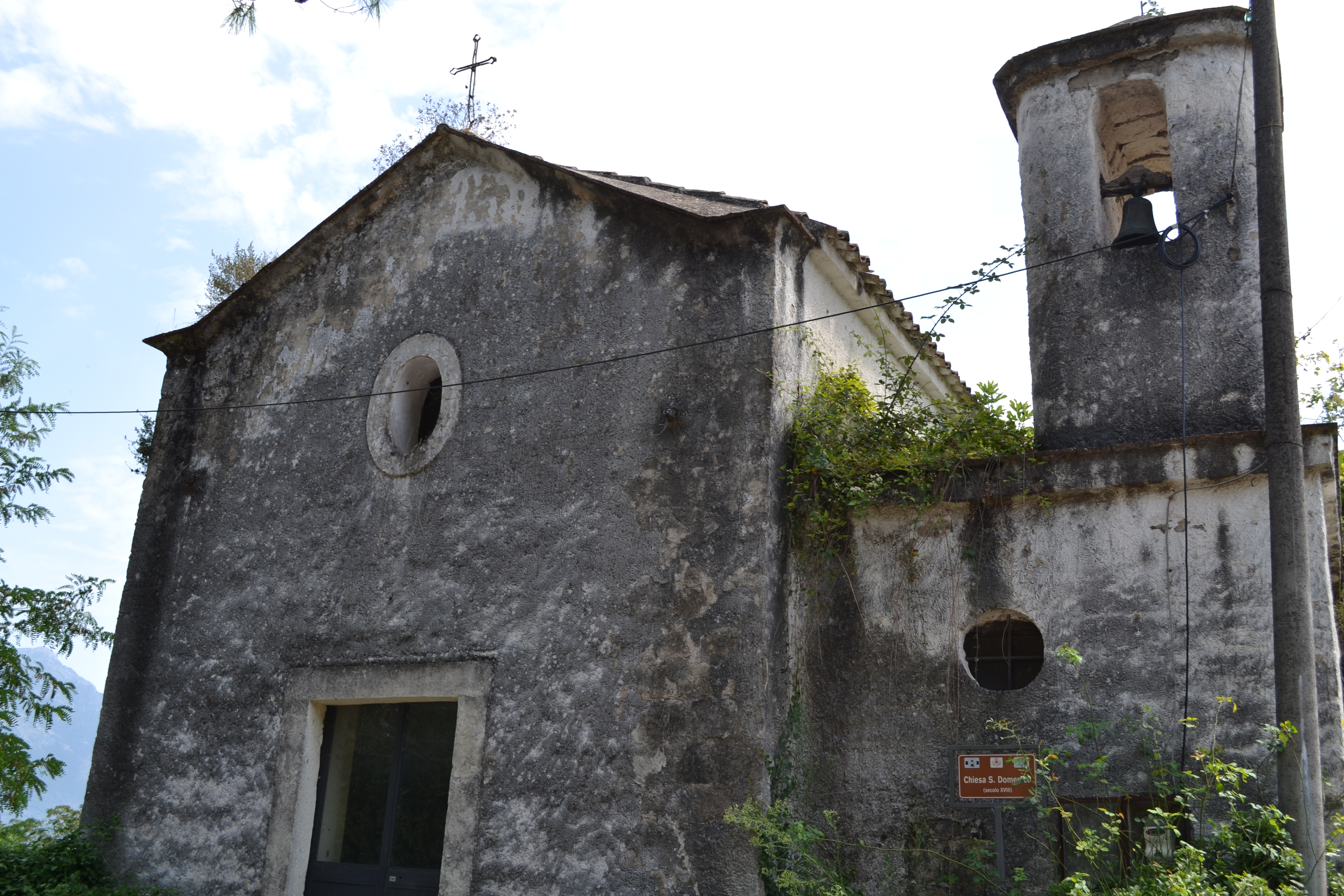
Chiesa di San Domenico

Oggi una necropoli testimonia la presenza di antichissimi insediamenti dall'VIII-VI secolo a.C. Del periodo romano i resti delle villae rusticae e dei reperti che lasciano ipotizzare la presenza di edifici più importanti (forse il mitico altare di Giano riportato da autori antichi).

## Società

### Evoluzione demografica
Abitanti censiti

### Feste e tradizioni

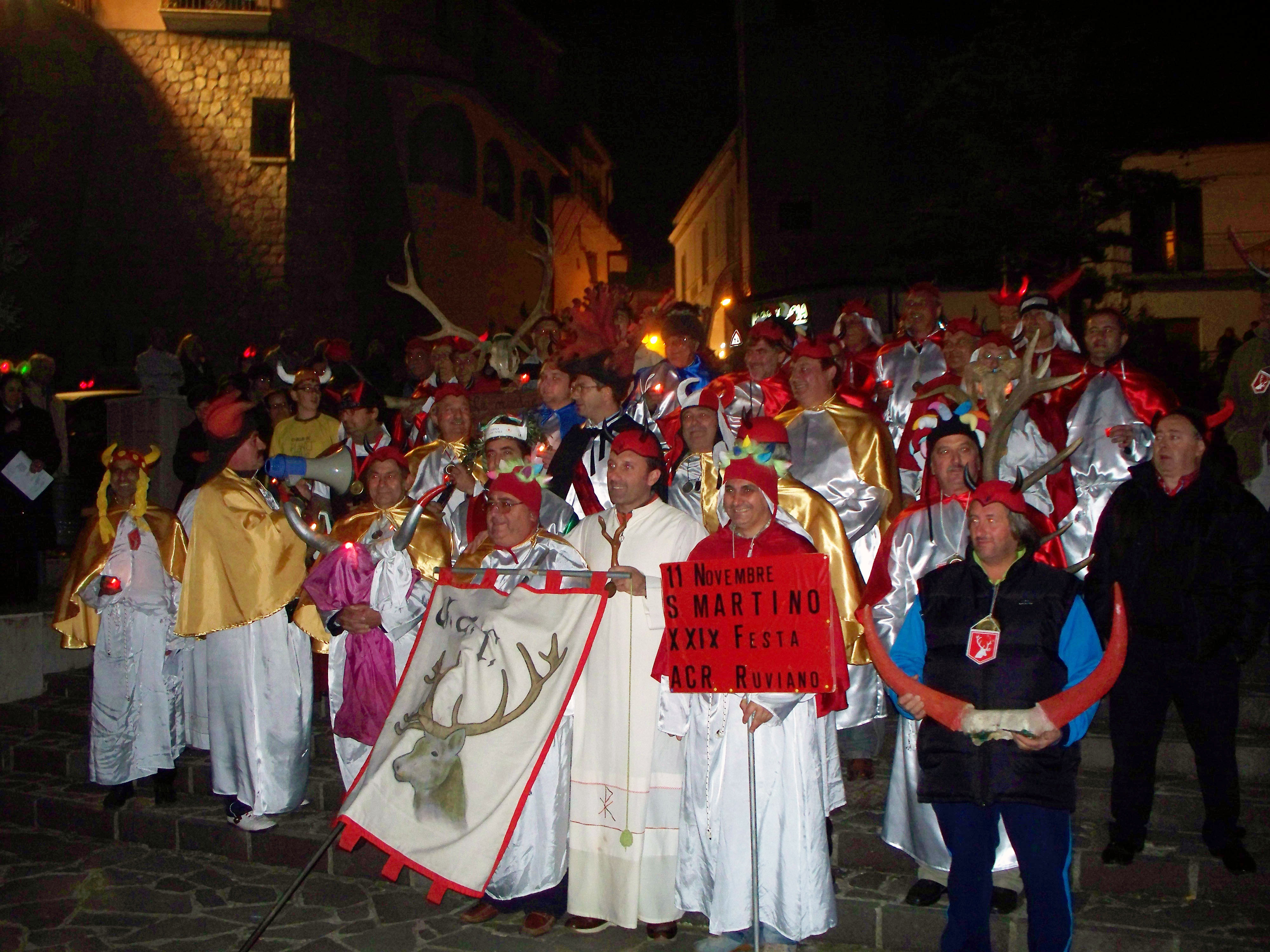
Festa dei cornuti durante il tradizionale canto

Il suo patrono è San Leone festeggiato la prima domenica di maggio e il 10 novembre.
Alcuni abitanti festeggiano anche San Martino, protettore dei portatori di aculei, con la Festa dei Cornuti celebrata l'11 novembre, rinata sul finire degli anni settanta, ma che si celebrava già in epoca pagana.